# Volleyball New Zealand
Volleyball New Zealand ist der Dachverband des Volleyballsports in Neuseeland. Seine Ziele sind die Förderung des Hallen- und Beachvolleyballs. Volleyball New Zealand ist seit 1970 Mitglied des Internationalen Volleyball-Verbandes (FIVB). Zudem gehört die Organisation der Asian Volleyball Confederation (AVC) an.

## Geschichte
Ctirad Benáček, ein Basketballer, der mit der Tschechoslowakei an den Olympischen Spielen 1948 in London teilnahm, wanderte später nach Neuseeland aus. Da er von der zunehmenden Professionalität seiner Lieblingssportart frustriert war, wechselte er zum Volleyball und gründete mit einigen Mitstreitern 1954 den Verein Sparta Volleyball in Auckland. Mr. Volleyball, wie Benáček genannt wurde (andere Spitznamen waren Big Ben und grandfather of volleyball) sorgte als Coach und als Funktionär dafür, dass der neue Sport im Pazifik-Staat verbreitet wurde. 1967 entstand die New Zealand Federation of Volleyball Clubs. Ein Jahr später fand die erste Vereinsmeisterschaft statt mit den Siegerteams Hamilton Teacher’s College bei den Frauen und Sparta bei den Männern. Die internationale Besetzung der männlichen Champions bestand aus vier Tschechoslowaken, einem Russen, einem Australier, einem Niederländer, einem Samoaner und einem Neuseeländer.
1973 nahmen neuseeländische Volleyballmannschaften zum ersten Mal an den Ozeanien-Meisterschaften teil, die drei Jahre später in Nelson stattfanden. Die einzigen Kiwis, die bis einschließlich 2012 als Sportler an den Olympischen Spielen teilnahmen, waren 1996 die Beachvolleyballer Reid und Glenn Hamilton. Hugh McCutcheon aus Christchurch war der erste Neuseeländer, der als Coach und Trainer seine Teams zu Gold- und Silber bei Olympischen Spielen führte: 2008 siegten die US-amerikanischen Hallenvolleyballer, vier Jahre später standen die Frauen im Finale.

## Regionalverbände
- Northland Volleyball
- North Harbour Volleyball
- Manukau Auckland Volleyball
- Volleyball Waikato
- Volleyball Bay of Plenty
- Volleyball Hawke’s Bay
- Volleyball Taranaki
- Volleyball Manawatu
- Wellington Volleyball
- Volleyball Tasman
- Canterbury Volleyball
- Aoraki
- Volleyball Otago
- Volley South

## Aufgaben
Der Verband ist verantwortlich für die Nationalmannschaften des Landes. Dazu zählen die Beachs Ferns und Blacks, die Junior Beachteams sowie die Volley Ferns und Blacks, die Junior Women's und Men's. Zu seinen Aufgaben gehören weiterhin die Ausrichtung der World Beach Pro Tour Futures und der NZ Beach Tour sowie die Unterstützung der regionalen Verbände bei deren Veranstaltungen im Sand. Die Organisation ist federführend bei der Durchführung der National Volleyball Leagues für Frauen und Männer einschließlich der Vereins- und regionalen Meisterschaften.
Ein ganz besonderes Augenmerk legt Volleyball New Zealand auf den Schulsport. Die Secondary School und die Secondary Schools Beach Championships sowie die North and South Island Juniors sind dabei bedeutsame Wettbewerbe.